# Turmhügel Rüssenbach
Der Turmhügel Rüssenbach ist eine abgegangene Wasserburg vom Typus einer Turmhügelburg (Motte) am Nordrand von Rüssenbach, einem Gemeindeteil des Marktes Ebermannstadt im Landkreis Forchheim in Bayern.
Die 1129 erwähnte und 1525 im Bauernkrieg zerstörte Burg war Stammsitz derer von Rüssenbach, später kam sie an die Stiebar von Buttenheim.
Von der ehemaligen Motte ist nichts erhalten.